# Excelsior Cycle Company, Chicago
Excelsior Cycle Company, Chicago is een historisch merk van motorfietsen.
Het bedrijf produceerde motorfietsen onder de merknaam De Luxe van ca. 1912 tot 1915.
Dit was een van de twee motorfietsfabrikanten die tegelijkertijd, onafhankelijk van elkaar, motorfietsen produceerden in Chicago. De andere was Excelsior Motor Mfg and Supply Co.
Excelsior Cycle Company verkocht zelf de De Luxe-motorfietsen, voorzien van Spacke-inbouwmotoren.
Maar vrijwel dezelfde motorfietsen werden middels Badge-engineering door andere bedrijven verkocht als Eagle, Sears, Crawford en Dayton. Ook deze waren geassembleerd bij de Excelsior Cycle Company.